# Agrias subrubrocaerulea
Agrias subrubrocaerulea är en fjärilsart som beskrevs av Le Moult 1926. Agrias subrubrocaerulea ingår i släktet Agrias och familjen praktfjärilar. Inga underarter finns listade i Catalogue of Life.